# Carl Nycander
Magnus Fredrik Carl Julius Nycander, född 12 april 1831 i Åsbräcka socken, Älvsborgs län, död 29 april 1909 i Göteborgs Haga församling, Göteborg, var en svensk gymnastikpedagog.
Carl Nycander var son till översten Carl Axel Nycander. Efter att ha genomgått Krigsakademien 1845–1849 blev han 1849 underlöjtnant vid Västgöta-Dals regemente och löjtnant 1855 men lämnade 1856 militärtjänsten. 1851–1853 genomgick han Gymnastiska Centralinstitutet. Efter några års vistelse i Frankrike, Italien och Schweiz samt anställning som gymnastiklärare vid Uddevalla lägre allmänna läroverk 1859–1861 grundade han i Köpenhamn 1861 det första sjukgymnastiska institutet i Danmark, där han blev en vägröjare för svensk gymnastik. Hans institut vann snart gott anseende, och 1866 utnämndes Nycander av svenska regeringen till professor. 1871 överlät han sitt institut och grundade ett nytt i Bryssel, det första i sitt slag även där. 1878 flyttade Nycander sin verksamhet till Bremen och 1882 till Hannover. I Hannover stannade han till 1895, då han slog sig ned i Göteborg. Där ledde han till sin död ett institut för utbildning av sjukgymnaster. Nycander författade bland annat Gymnastiken i Forhold till Staten (1863), Svensk gymnastik (1869), Le traitement par la gymnastique médicale suédoise (1874) och Anleitung zur freien Bewegung des menschlichen Körpers. Han var hedersledamot av belgiska gymnastikförbundet.